# SPEN
 Белок, взаимодействующий с Msx2  — белок, кодируемый у человека геном  SPEN .
Этот ген кодирует гормон, индуцируемый репрессором транскрипции. Репрессия транскрипции продукта этого гена может произойти в результате взаимодействия с другими репрессорами, благодаря рекрутированию белков, участвующих в дезацетилировании гистонов, или путём поглощения транскрипционных активаторов. Продукт этого гена содержит карбоксильно-концевой домен, который позволяет связывание с другими белками корепрессора. Этот домен также позволяет взаимодействие с членами комплекса NuRD, нуклеосомного комплекса белкового ремоделирования, который содержит активные деацетилазы. Кроме того, этот репрессор содержит несколько мотивов распознавания РНК, которые позволяют связывание с стероидным рецептором коактиватора РНК; это связывание может модулировать активность как лигандных, так и нелигандных стероидных рецепторов.

## Взаимодействия
SPEN, как было выявлено, взаимодействует с HDAC1, SRA1 и корепрессором  ядерных рецепторов 2.